# جورج روزين (لغوي)
جورج روزين (بالألمانية: Georg Rosen)‏ (و. 1820 – 1891 م) هو لغوي، ودبلوماسي ألماني، ولد في دتمولد، كان عضوًا في الأكاديمية البروسية للعلوم، توفي في دتمولد، عن عمر يناهز 71 عاماً.